# Resultados do Carnaval do Rio de Janeiro em 2016
Nesta página estão listados os resultados dos concursos de escolas de samba e de blocos de enredo do carnaval do Rio de Janeiro do ano de 2016. Os desfiles foram realizados entre os dias 5 e 13 de fevereiro de 2016. Novas entidades foram fundadas para administrar os grupos de acesso que desfilam na Estrada Intendente Magalhães A Liga Independente das Escolas de Samba da Série B (LIESB) ficou responsável pela Série B, enquanto a Associação Cultural Samba É Nosso (ACSN) organizou as Séries C, D e E.
Estação Primeira de Mangueira foi a campeã do Grupo Especial, conquistando seu 19.º título na elite do carnaval e quebrando o jejum de quatorze anos sem títulos. A Mangueira realizou um desfile em homenagem aos 50 anos de carreira da cantora Maria Bethânia, que desfilou na última alegoria da escola. O enredo "Maria Bethânia: A Menina dos Olhos de Oyá" foi desenvolvido por Leandro Vieira. O carnavalesco foi campeão em seu ano de estreia na primeira divisão. Unidos da Tijuca ficou com o vice-campeonato por apenas um décimo de diferença para a Mangueira. Recém promovida ao Grupo Especial, após vencer a Série A em 2015, a Estácio de Sá foi rebaixada de volta para a segunda divisão.
O desfile do Grupo Especial também foi marcado pelo afastamento de um dos julgadores do concurso. Fabiano Rocha foi flagrado em um áudio assumindo que tiraria pontos de três escolas. Diretor da Beija-Flor, Laíla também denunciou um esquema de favorecimento à Unidos da Tijuca. A Polícia Civil chegou a abrir um inquérito para investigar as denúncias, mas nada foi provado.
Paraíso do Tuiuti foi a campeã da Série A com um desfile sobre um boi que virou santo após ser dado de presente à Padre Cícero. O enredo "A Farra do Boi" foi desenvolvido pelo carnavalesco Jack Vasconcelos, que conquistou seu segundo título na segunda divisão. Em meio a uma crise política, a Caprichosos de Pilares foi rebaixada para a terceira divisão. Acadêmicos do Sossego venceu a Série B; Vizinha Faladeira foi a campeã da Série C; e Flor da Mina do Andaraí conquistou a Série D. Em seu desfile de estreia no carnaval, Nação Insulana venceu a Série E. Entre os blocos de enredo, Império do Gramacho venceu o Grupo 1; Acadêmicos do Vidigal conquistou o Grupo 2; e Cometas do Bispo foi o campeão do Grupo 3.

## Grupo Especial
O desfile do Grupo Especial foi organizado pela Liga Independente das Escolas de Samba do Rio de Janeiro (LIESA) e realizado no Sambódromo da Marquês de Sapucaí a partir das 21 horas e 30 minutos dos dias 7 e 8 de fevereiro de 2016. O desfile teve recorde de venda de ingressos desde a inauguração do Sambódromo. Cerca de 120 mil pessoas estiveram na Sapucaí em cada noite do Grupo Especial.
Ordem dos desfiles

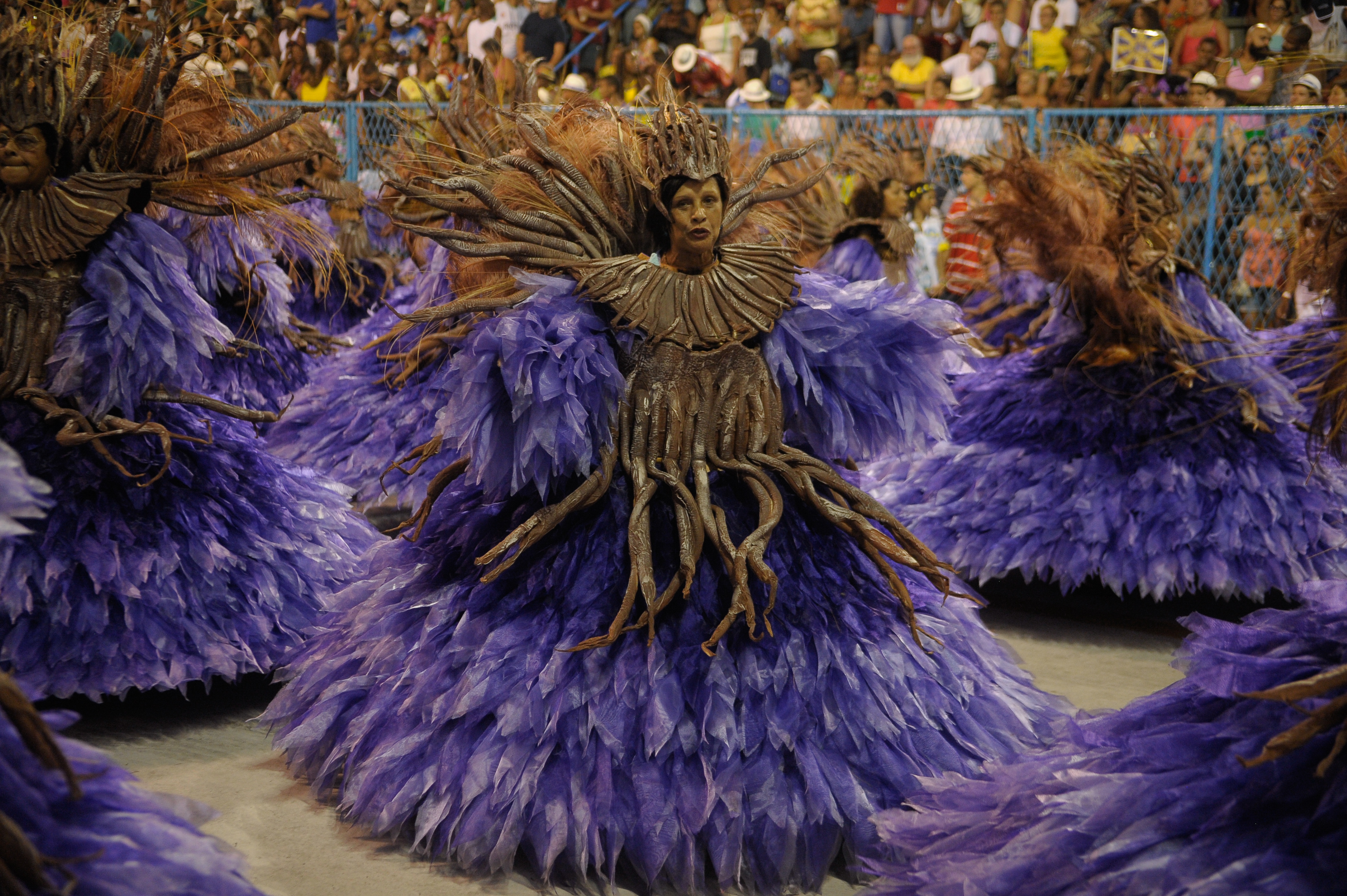
Baianas da Tijuca no desfile de 2016. Escola foi a vice-campeã do Grupo Especial.

A ordem dos desfiles foi definida através de sorteio realizado no dia 9 de junho de 2015 na Cidade do Samba. Para equilibrar as forças, as escolas foram divididas em pares, sendo que, dentro dos pares, cada escola desfilaria em uma noite diferente. Os pares formados foram: Beija-Flor e Mangueira; Salgueiro e Unidos da Tijuca; Grande Rio e Imperatriz Leopoldinense; Portela e Mocidade Independente de Padre Miguel; São Clemente e União da Ilha do Governador.
Primeiro foi sorteada a noite de desfile de cada escola; depois foi sorteada a ordem de apresentação de cada noite. Após o sorteio foi permitido que as escolas negociassem a troca de posições dentro de cada noite. Sorteada para encerrar a primeira noite, a União da Ilha trocou de posição com a Unidos da Tijuca. Mocidade e Grande Rio também inverteram posições. Duas escolas tinham posições definidas e não participaram do sorteio: Campeã da Série A (segunda divisão) do ano anterior, a Estácio de Sá ficou responsável por abrir a primeira noite; penúltima colocada do Grupo Especial no ano anterior, a Unidos de Vila Isabel ficou responsável por abrir a segunda noite.
| Domingo (07/02/2016) | Segunda-feira (08/02/2016) |
| 1. Estácio de Sá 2. União da Ilha do Governador 3. Beija-Flor de Nilópolis 4. Acadêmicos do Grande Rio 5. Mocidade Independente de Padre Miguel 6. Unidos da Tijuca | 1. Unidos de Vila Isabel 2. Acadêmicos do Salgueiro 3. São Clemente 4. Portela 5. Imperatriz Leopoldinense 6. Estação Primeira de Mangueira |

Quesitos e julgadores
Foram mantidos os nove quesitos de avaliação do ano anterior e a mesma quantidade de julgadores (quatro por quesito, com exceção de Bateria, que teve três). Na véspera da primeira noite de desfiles, a LIESA comunicou o afastamento de Fabiano Rocha, que seria julgador no primeiro módulo do quesito Bateria. O presidente da Liga, Jorge Castanheira, confirmou o afastamento, sem justificar o motivo. Após a apuração do resultado, o diretor de carnaval da Beija-Flor, Laíla, deu uma entrevista explicando o afastamento do julgador. Laíla disse ter recebido um áudio em que Fabiano Rocha assumia que tiraria pontos das escolas Beija-Flor, Imperatriz e Salgueiro. O diretor também denunciou um esquema de favorecimento à Unidos da Tijuca, que seria comandado pela ex-julgadora Sulamita Trzcina. Laíla teria repassado o áudio à Jorge Castanheira, que imediatamente determinou o afastamento do julgador. Diante das denúncias de fraude, a Polícia Civil determinou a abertura de um inquérito na Delegacia Fazendária. Com a divulgação dos áudios ficou provado que as escolas citadas pelo jurado foram Beija-Flor, Salgueiro e Unidos da Tijuca, e não Imperatriz, como dito por Laíla. Após quatro meses de investigação, a Polícia Civil arquivou o inquérito por não ter identificado nenhuma fraude no concurso.
| Quesitos | Quesitos                     | Julgador 1                | Julgador 2                  | Julgador 3               | Julgador 4            |
| Quesitos | Quesitos                     | Entre os setores 03 e 03A | Setor 06                    | Setor 08                 | Setor 10              |
| -------- | ---------------------------- | ------------------------- | --------------------------- | ------------------------ | --------------------- |
|          | Samba-Enredo                 | Mauro Costa Júnior        | Eri Galvão                  | Clayton Fábio Oliveira   | Alfredo Del-Penho     |
|          | Enredo                       | Johnny Soares             | Artur Nunes Gomes           | Pérsio Gomyde Brasil     | Marcelo Figueira      |
|          | Comissão de Frente           | Marcus Nery Magalhães     | Raphael David               | João Wlamir              | Paulo César Morato    |
|          | Fantasias                    | Regina Oliva              | Paulo Paradela              | Helenice Gomes           | Desirée Bastos        |
|          | Mestre-Sala e Porta-Bandeira | Paulo Rodrigues           | Beatriz Badejo              | Áurea Hämmerli           | Mônica Barbosa        |
|          | Harmonia                     | Humberto Fajardo da Silva | Célia Souto                 | Mirian Orofino Gomes     | Jardel Maia Rodrigues |
|          | Evolução                     | Marisa Maline             | Edileuza Batista de Aleluia | Salete Lisboa            | Paola Novaes          |
|          | Bateria                      | -                         | Sérgio Naldin               | Ary Jayme Cohen          | Cláudio Luis Matheus  |
|          | Alegorias e Adereços         | João Niemeyer             | Madson Oliveira             | Walber Ângelo de Freitas | Rebeca Kaiser         |

### Classificação

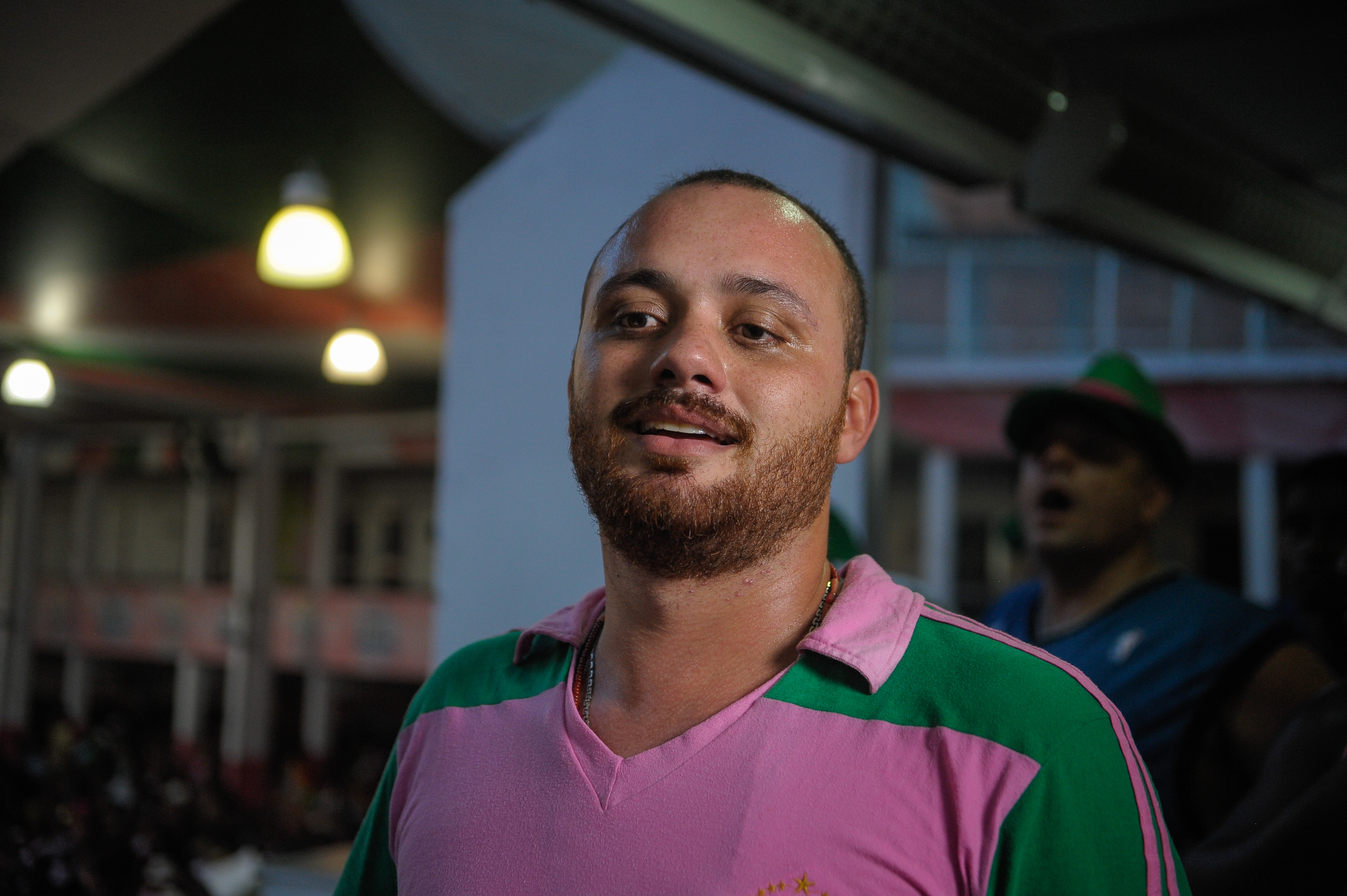
Leandro Vieira, carnavalesco da Mangueira, conquistou seu primeiro título no carnaval.

A Estação Primeira de Mangueira conquistou seu 19.º título de campeã do carnaval. Última escola a se apresentar pelo Grupo Especial, a Mangueira realizou um desfile em homenagem aos 50 anos de carreira da cantora Maria Bethânia. Com a vitória, a escola quebrou o jejum de 14 anos sem vitórias. O título anterior foi conquistado em 2002. O enredo "Maria Bethânia: A Menina dos Olhos de Oyá" foi desenvolvido pelo carnavalesco Leandro Vieira, que conquistou seu primeiro título no carnaval logo em sua estreia como carnavalesco do Grupo Especial. Bethânia desfilou na última alegoria do desfile.
Unidos da Tijuca ficou com o vice-campeonato por um décimo de diferença para a campeã. A escola falou sobre a agricultura no Brasil. Portela somou a mesma pontuação final que a Tijuca, ficando com o terceiro lugar após o desempate no quesito Comissão de Frente. A escola contratou o carnavalesco Paulo Barros, que realizou um desfile sobre viagens. Favorito no período pré-carnaval, o Salgueiro ficou classificado em quarto lugar com um desfile baseado na "Ópera do Malandro", musical de Chico Buarque. Campeã do ano anterior, a Beija-Flor conquistou o quinto lugar homenageando o Marquês de Sapucaí, que dá nome à rua onde são realizados os desfiles. Imperatriz Leopoldinense conquistou a última vaga do Desfile das Campeãs com uma homenagem à Zezé Di Camargo & Luciano. A dupla desfilou na última alegoria da escola.
Grande Rio ficou em sétimo lugar com um desfile sobre a cidade de Santos. Desde 2004 a escola não ficava de fora do Desfile das Campeãs, com exceção de 2011, quando não foi julgada. Oitava colocada, a Vila Isabel realizou um desfile em homenagem ao político Miguel Arraes, morto em 2005. São Clemente foi a nona colocada com um desfile sobre palhaços. Décima colocada, a Mocidade Independente de Padre Miguel realizou um desfile em que Dom Quixote descobre as mazelas do Brasil. União da Ilha do Governador foi a penúltima colocada com um desfile sobre o Rio de Janeiro e as Olimpíadas Rio 2016. Recém promovida ao Grupo Especial, após vencer a Série A em 2015, a Estácio de Sá foi rebaixada de volta para a segunda divisão. Última colocada, a escola realizou um desfile sobre São Jorge.
| Legenda: Desfile das Campeãs Rebaixada para a Série A |

| Col. | Escola                                | Enredo | Carnavalesco(a)                                                                  | Pontos | Desempate           |
| ---- | ------------------------------------- | --- | -------------------------------------------------------------------------------- | ------ | ------------------- |
| 1    | Estação Primeira de Mangueira         | Maria Bethânia: A Menina dos Olhos de Oyá                                                                       | Leandro Vieira                                                                   | 269,8  | -                   |
| 2    | Unidos da Tijuca                      | Semeando Sorriso, a Tijuca Festeja o Solo Sagrado                                                               | Annik Salmon, Hélcio Paim, Marcus Paulo e Mauro Quintaes                         | 269,7  | Comissão (30 pts)   |
| 3    | Portela                               | No Voo da Águia, uma Viagem sem Fim...                                                                          | Paulo Barros                                                                     | 269,7  | Comissão (29,9 pts) |
| 4    | Acadêmicos do Salgueiro               | A Ópera dos Malandros                                                                                           | Renato Lage e Márcia Lage                                                        | 269,5  | -                   |
| 5    | Beija-Flor de Nilópolis               | Mineirinho Genial! Nova Lima - Cidade Natal. Marquês de Sapucaí - O Poeta Imortal!                              | André Cezari, Bianca Behrends, Cláudio Russo, Fran Sérgio, Laíla e Victor Santos | 269,3  | -                   |
| 6    | Imperatriz Leopoldinense              | É o Amor... Que Mexe com a Minha Cabeça e Me Deixa Assim... - Do Sonho de um Caipira Nascem os Filhos do Brasil | Cahê Rodrigues                                                                   | 269,2  | -                   |
| 7    | Acadêmicos do Grande Rio              | Fui no Itororó Beber Água, não Achei. Mas Achei a Bela Santos, e por Ela Me Apaixonei...                        | Fábio Ricardo                                                                    | 268,7  | -                   |
| 8    | Unidos de Vila Isabel                 | Memórias do Pai Arraia - Um Sonho Pernambucano, um Legado Brasileiro                                            | Alex de Souza                                                                    | 267,9  | -                   |
| 9    | São Clemente                          | Mais de Mil Palhaços no Salão                                                                                   | Rosa Magalhães                                                                   | 267,8  | -                   |
| 10   | Mocidade Independente de Padre Miguel | O Brasil de La Mancha - Sou Miguel, Padre Miguel. Sou Cervantes, Sou Quixote Cavaleiro, Pixote Brasileiro       | Alexandre Louzada e Edson Pereira                                                | 266,5  | -                   |
| 11   | União da Ilha do Governador           | Olímpico por Natureza. Todo Mundo se Encontra no Rio!                                                           | Jack Vasconcelos e Paulo Menezes                                                 | 265,8  | -                   |
| 12   | Estácio de Sá                         | Salve Jorge! O Guerreiro na Fé                                                                                  | Amauri Santos, Chico Spinoza e Tarcísio Zanon                                    | 265    | -                   |

### Premiações

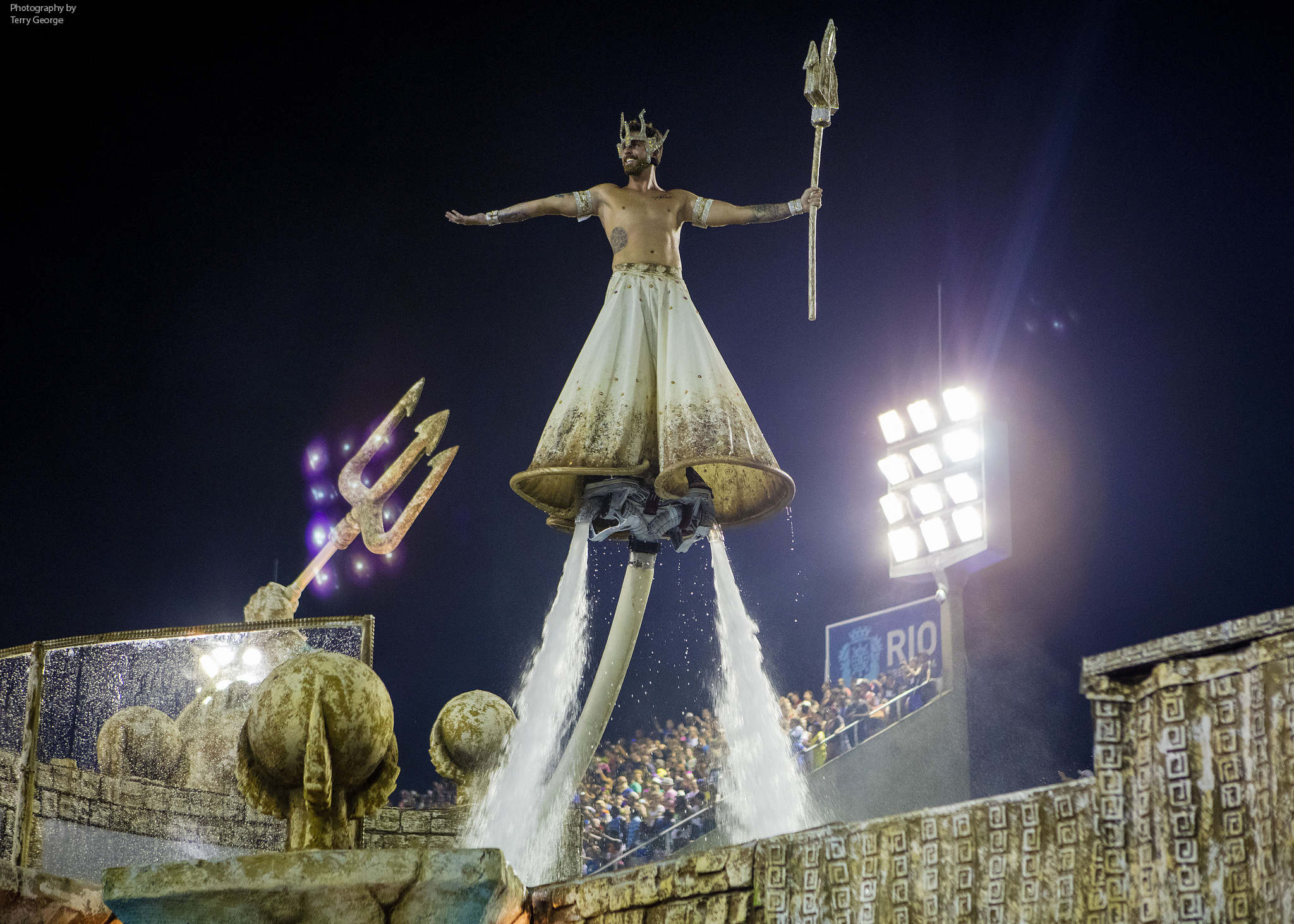
Desfile da Portela em 2016. Escola foi a mais premiada do ano.

- Terceira colocada no carnaval, a Portela recebeu a maioria dos prêmios de melhor escola.
- A Portela também teve o samba-enredo mais premiado do ano.
- O enredo da Mangueira recebeu três prêmios. O enredo do Salgueiro foi premiado duas vezes.
- A bateria da Beija-Flor, comandada pelos mestres Plínio e Rodney, foi a mais premiada do ano.
- Com três prêmios, Phelipe Lemos, da Vila Isabel, foi o mestre-sala mais premiado. Também com três prêmios, Squel Jorgea, da Mangueira, foi a porta-bandeira mais premiada.
- A comissão de frente da Beija-Flor recebeu três prêmios. As comissões de Salgueiro e União da Ilha foram premiadas duas vezes.
- A ala de passistas da Portela foi a mais premiada do ano.
- A ala de baianas do Salgueiro recebeu três prêmios. As baianas da Estácio de Sá e da União da Ilha foram premiadas duas vezes.

| Prêmios 2016        | Melhor Escola | Samba-Enredo | Melhor Enredo | Melhor Bateria   | Mestre-Sala e Porta-Bandeira          | Comissão de Frente | Melhor Intérprete           | Melhor Ala de Baianas | Ala de Passistas | Melhor Carnavalesco        | Melhor Harmonia  | Melhores Alegorias | Melhores Fantasias |
| ------------------- | ------------- | ------------ | ------------- | ---------------- | ------------------------------------- | ------------------ | --------------------------- | --------------------- | ---------------- | -------------------------- | ---------------- | ------------------ | ------------------ |
| Estandarte de Ouro  | Mangueira     | Portela      | Salgueiro     | Beija-Flor       | Phelipe (Vila) e Marcella (Salgueiro) | Salgueiro          | Ito Melodia (União da Ilha) | Estácio de Sá         | Vila Isabel      | -                          | -                | -                  | -                  |
| Estrela do Carnaval | Portela       | Portela      | Salgueiro     | Beija-Flor       | Claudinho e Selminha (Beija-Flor)     | Beija-Flor         | Neguinho da Beija-Flor      | Salgueiro             | Portela          | Leandro Vieira (Mangueira) | -                | Beija-Flor         | Mangueira          |
| Gato de Prata       | Portela       | Imperatriz   | Mangueira     | Beija-Flor       | Phelipe (Vila) e Squel (Mangueira)    | Salgueiro          | Ciganerey (Mangueira)       | Estácio de Sá         | Portela          | Paulo Barros (Portela)     | Portela          | -                  | -                  |
| Prêmio SRzd         | Portela       | Portela      | -             | Beija-Flor       | Phelipe e Dandara (Vila Isabel)       | Mocidade           | Igor Sorriso (Vila Isabel)  | Salgueiro             | Salgueiro        | -                          | -                | -                  | -                  |
| S@mba-Net           | Mangueira     | Portela      | Vila Isabel   | Beija-Flor       | Raphael e Squel (Mangueira)           | Beija-Flor         | Tinga (Unidos da Tijuca)    | Salgueiro             | Portela          | -                          | -                | -                  | -                  |
| Tamborim de Ouro    | Salgueiro     | Salgueiro    | Mangueira     | Mangueira        | Rogerinho e Rafaela (Imperatriz)      | União da Ilha      | Ciganerey (Mangueira)       | Unidos da Tijuca      | -                | -                          | -                | Portela            | -                  |
| Troféu Sambista     | Portela       | Imperatriz   | Mangueira     | Beija-Flor       | Raphael e Squel (Mangueira)           | Beija-Flor         | Tinga (Unidos da Tijuca)    | Unidos da Tijuca      | Portela          | -                          | Unidos da Tijuca | -                  | -                  |
| Plumas & Paetês     | -             | Portela      | -             | -                | -                                     | União da Ilha      | -                           | -                     | -                | Paulo Barros (Portela)     | -                | -                  | -                  |
| Troféu Bateria      | -             | -            | -             | Unidos da Tijuca | -                                     | -                  | -                           | -                     | -                | -                          | -                | -                  | -                  |

### Desfile das Campeãs
O Desfile das Campeãs foi realizado a partir da noite do sábado, dia 13 de fevereiro de 2016, no Sambódromo da Marquês de Sapucaí. As seis primeiras colocadas do Grupo Especial desfilaram seguindo a ordem inversa de classificação.
| Ordem dos desfiles |
| 1. Imperatriz Leopoldinense 2. Beija-Flor 3. Acadêmicos do Salgueiro 4. Portela 5. Unidos da Tijuca 6. Estação Primeira de Mangueira |

## Série A
O desfile da Série A (segunda divisão) foi organizado pela Liga das Escolas de Samba do Rio de Janeiro e realizado no Sambódromo da Marquês de Sapucaí, a partir das 21 horas e 45 minutos dos dias 5 e 6 de fevereiro de 2016.
Ordem dos desfiles
A ordem dos desfiles foi definida através de sorteio realizado no dia 4 de maio de 2015 na quadra da São Clemente. Para equilibrar as forças, as escolas foram divididas em pares, sendo que, dentro dos pares, cada escola desfilaria em uma noite diferente. Os pares formados foram: Unidos do Viradouro e Império Serrano; Acadêmicos do Cubango e Unidos do Porto da Pedra; Paraíso do Tuiuti e Renascer de Jacarepaguá; Império da Tijuca e Caprichosos de Pilares; Inocentes de Belford Roxo e Acadêmicos de Santa Cruz.
Quatro escolas tinham posições definidas e não participaram do sorteio. Campeã da Série B (terceira divisão) do ano anterior, a Acadêmicos da Rocinha ficou responsável por abrir a primeira noite; seguida da décima-terceira colocada da Série A no ano anterior, a Alegria da Zona Sul. Décima-segunda colocada da Série A no ano anterior, a União do Parque Curicica ficou responsável por abrir a segunda noite. Vice-campeã da Série A no ano anterior, a Unidos de Padre Miguel ganhou o direito de desfilar na segunda noite, apenas sua posição de desfile foi decidida por sorteio. Após o sorteio foi permitido que as escolas negociassem a troca de posições dentro de cada noite. Sorteada para encerrar a primeira noite, a Santa Cruz trocou de posição com o Império da Tijuca.
| Sexta-feira (05/02/2016) | Sábado (06/02/2016) |
| 1. Acadêmicos da Rocinha 2. Alegria da Zona Sul 3. Unidos do Porto da Pedra 4. Acadêmicos de Santa Cruz 5. Unidos do Viradouro 6. Renascer de Jacarepaguá 7. Império da Tijuca | 1. União do Parque Curicica 2. Paraíso do Tuiuti 3. Inocentes de Belford Roxo 4. Império Serrano 5. Caprichosos de Pilares 6. Unidos de Padre Miguel 7. Acadêmicos do Cubango |

Quesitos e julgadores

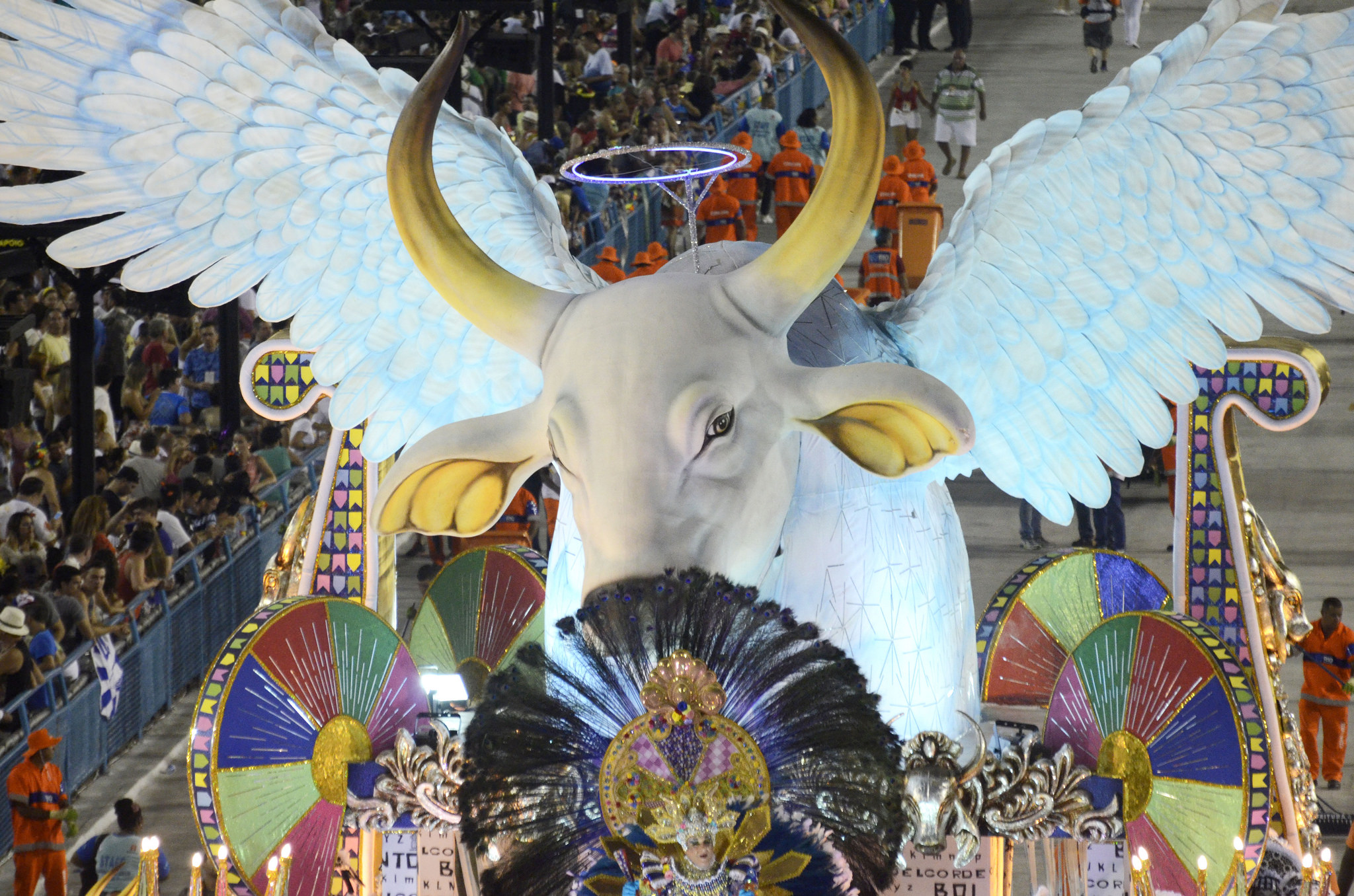
Desfile do Paraíso do Tuiuti em 2016. Escola foi a campeã da Série A.

O quesito Conjunto deixou de ser julgado. Com isso, diminuiu de dez para nove a quantidade de quesitos avaliados.
| Quesitos | Quesitos                     | Julgador 1                     | Julgador 2                            | Julgador 3                     | Julgador 4             |
| Quesitos | Quesitos                     | Entre os setores 03 e 03A      | Setor 06                              | Setor 08                       | Setor 10               |
| -------- | ---------------------------- | ------------------------------ | ------------------------------------- | ------------------------------ | ---------------------- |
|          | Bateria                      | Nelson Nunes Pestana           | Oscar "Bolão" Werneck                 | David Bispo                    | Luiz Carlos "Meu Bom"  |
|          | Harmonia                     | Izabel Cristina                | Luiz Eduardo Pinto da Rocha Fernandes | Tiago Luiz dos Santos Ribeiro  | Ruy de Oliveira        |
|          | Comissão de Frente           | Sandro Farias de Sousa         | Ruidglan Barros de Souza              | Fabio Canejo                   | Diego de A. A. Moreira |
|          | Samba-Enredo                 | Marcos Vinicius Monteiro       | André Gimenes                         | Renato Vazquez                 | Lilia Gutman Paranhos  |
|          | Alegorias e Adereços         | José Mauricio Rodrigues        | Levi Cintra                           | Alexandre Gonçalves            | André Pereira Dias     |
|          | Mestre-Sala e Porta-Bandeira | Aline Pereira de Lima          | Augusto Maceió                        | Marcia Maria Frey Leiros Girão | Vera Aragão            |
|          | Fantasias                    | Irene Orazem                   | Ana Cristina Marques Peixoto          | Jorge Luiz Inácio              | Gilmar Oliveira        |
|          | Enredo                       | Leandro Alessandro S. de Souza | José Antônio Rodrigues                | Flávio Freire Xavier           | Rodrigo Hilário        |
|          | Evolução                     | Gustavo Luiz dos S. Silva      | Ricardo Lopes                         | Carlos Antônio Vieira Fraga    | João Carlos            |

### Classificação

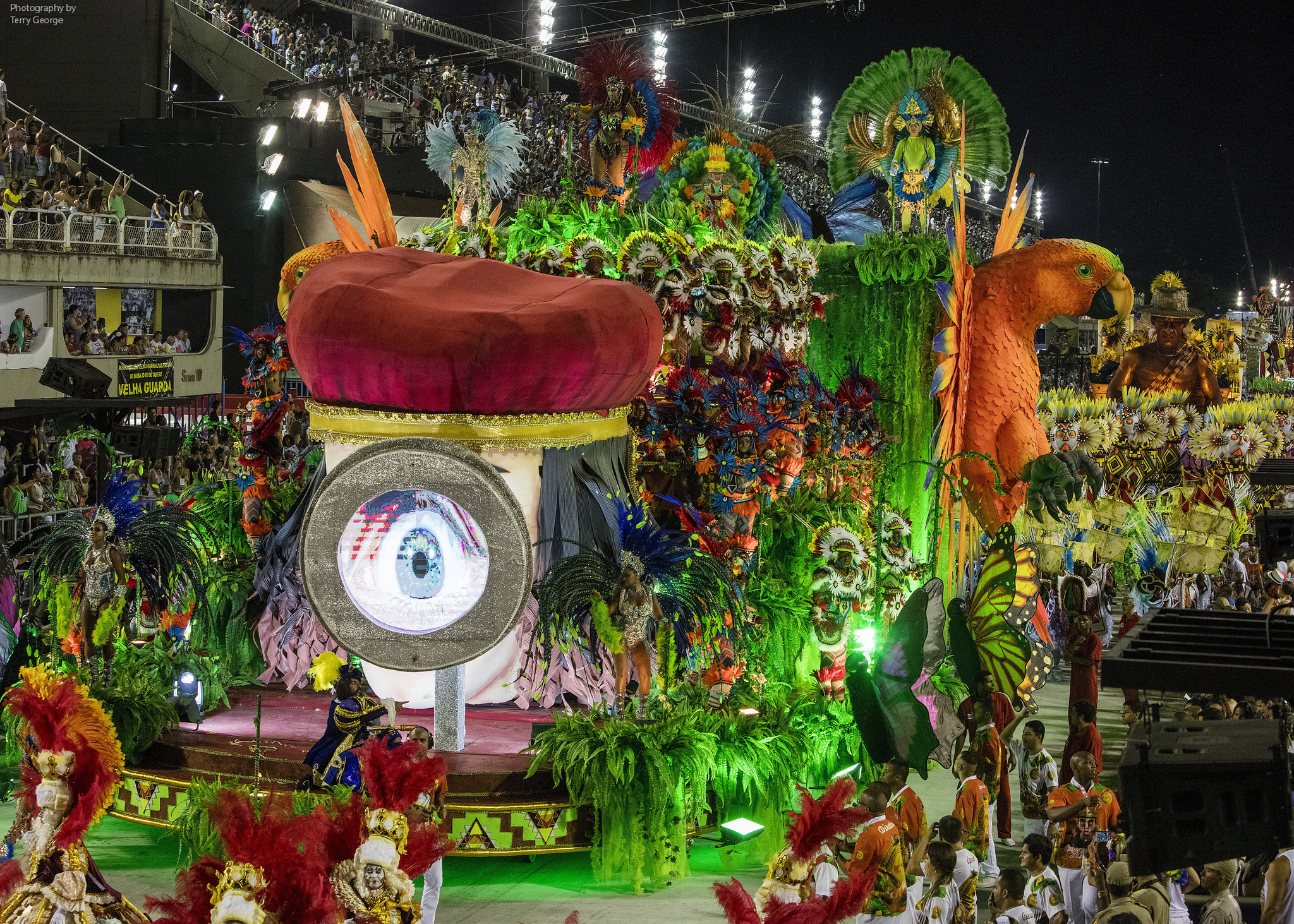
Desfile da Unidos de Padre Miguel em 2016. Escola foi a vice-campeã da Série A.

Paraíso do Tuiuti foi a campeã com um desfile sobre um boi que virou santo após ser dado de presente à Padre Cícero. O enredo foi desenvolvido pelo carnavalesco Jack Vasconcelos, que conquistou seu segundo título na segunda divisão. Com a vitória, a Tuiuti garantiu seu retorno ao Grupo Especial, de onde estava afastada desde 2001. Assim como no ano anterior, a Unidos de Padre Miguel ficou com o vice-campeonato. A escola realizou um desfile sobre a exploração do povo brasileiro, desde a era colonial. Com um desfile baseado na ópera "O Alabê de Jerusalém", de Altay Veloso, a Unidos do Viradouro se classificou em terceiro lugar. Quarto colocado, o Império Serrano homenageou o compositor Silas de Oliveira, morto em 1972. Viradouro e Império somaram a mesma pontuação final. O desempate foi no quesito Evolução. Unidos do Porto da Pedra foi a quinta colocada com um desfile em homenagem ao palhaço Carequinha, morto em 2006. Com um desfile sobre a água, Acadêmicos do Cubango se classificou em sexto lugar. Sétimo colocado, o Império da Tijuca homenageou o ator José Wilker, morto em 2014.
Renascer de Jacarepaguá foi a oitava colocada com um desfile sobre o Ibeji, entidade ligada às crianças e sincretizada aos santos católicos Cosme e Damião. Homenageando o cineasta Cacá Diegues, a Inocentes de Belford Roxo obteve nono lugar. Décima colocada, a Alegria da Zona Sul realizou um desfile sobre Ogum. União do Parque Curicica foi a décima primeira colocada com um desfile sobre o Teatro de Bonecos Popular do Nordeste. Com um desfile sobre a preservação da natureza, Acadêmicos de Santa Cruz obteve o décimo segundo lugar. Penúltima colocada, Acadêmicos da Rocinha realizou um desfile sobre a formação do povo brasileiro, baseado na obra de Darcy Ribeiro. Após quatro carnavais consecutivos na Série A, a Caprichosos de Pilares foi rebaixada para a terceira, onde esteve em 2011, quando foi campeã do grupo. Última colocada, a escola realizou um desfile sobre estrangeiros que fizeram história no Brasil.

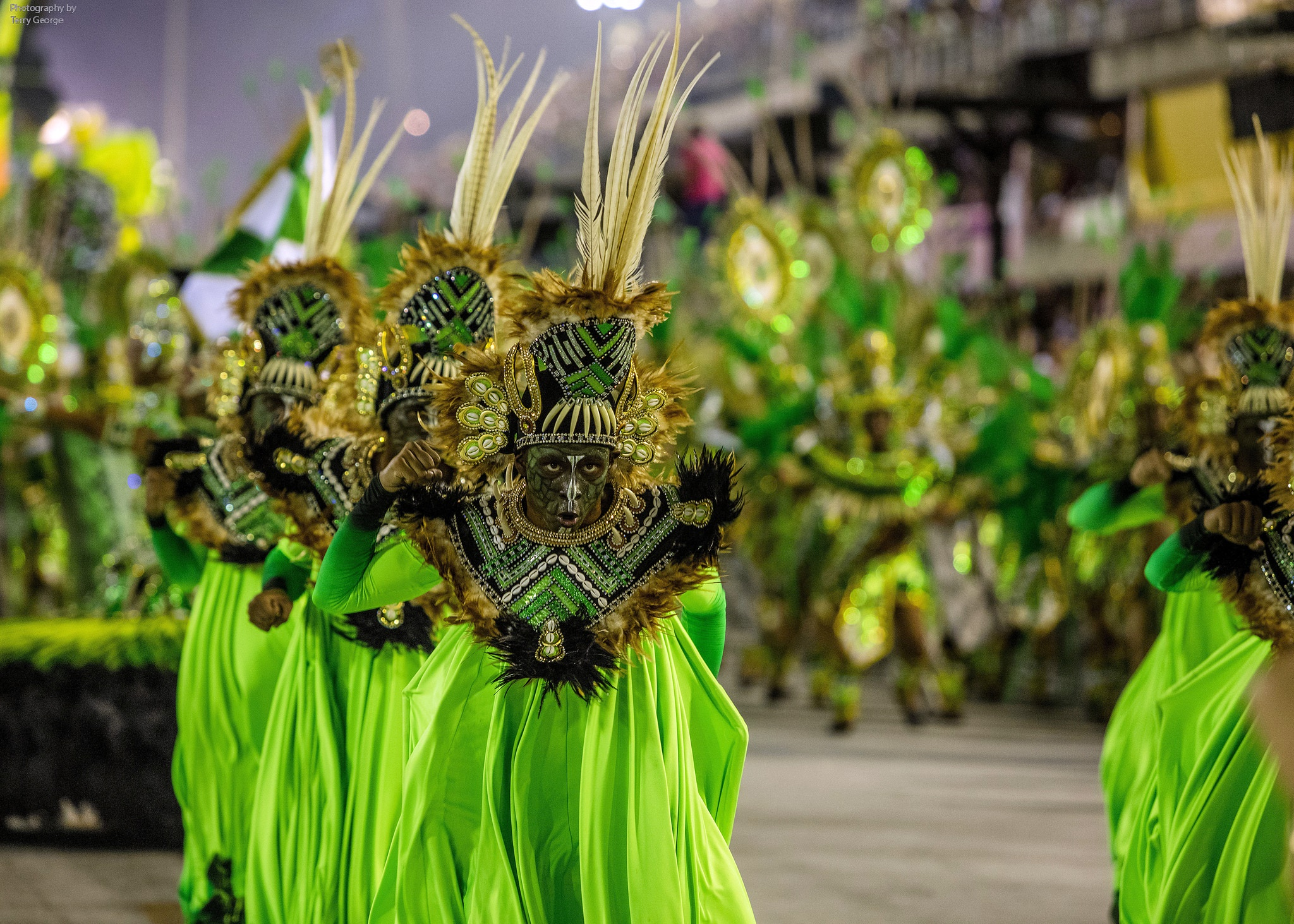
Comissão do Império Serrano em 2016. Desfile foi premiado pelo Estandarte de Ouro.

| Legenda: Promovida ao Grupo Especial Rebaixada para a Série B |

| Col. | Escola                    | Enredo                                                                                 | Carnavalesco(a)            | Pontos | Desempate           |
| ---- | ------------------------- | -------------------------------------------------------------------------------------- | -------------------------- | ------ | ------------------- |
| 1    | Paraíso do Tuiuti         | A Farra do Boi                                                                         | Jack Vasconcelos           | 269,9  | -                   |
| 2    | Unidos de Padre Miguel    | O Quinto dos Infernos                                                                  | Edson Pereira              | 269,2  | -                   |
| 3    | Unidos do Viradouro       | O Alabê de Jerusalém: A Saga de Ogundana                                               | Max Lopes                  | 268,3  | Evolução (29,8 pts) |
| 4    | Império Serrano           | Silas canta Serrinha                                                                   | Severo Luzardo             | 268,3  | Evolução (29,6 pts) |
| 5    | Unidos do Porto da Pedra  | Palhaço Carequinha, Paixão e Orgulho de São Gonçalo. Tá Certo ou não Tá?               | Jaime Cezário              | 267,9  | -                   |
| 6    | Acadêmicos do Cubango     | Um Banho de Mar à Fantasia                                                             | Cid Carvalho               | 267,8  | -                   |
| 7    | Império da Tijuca         | O Tempo Ruge, a Sapucaí é Grande e o Império Aplaude o Felomenal                       | Junior Pernambucano        | 267,7  | -                   |
| 8    | Renascer de Jacarepaguá   | Ibejís - Nas Brincadeiras de Crianças: Os Orixás que Viraram Santos no Brasil...       | Jorge Caribé               | 266,5  | -                   |
| 9    | Inocentes de Belford Roxo | Cacá Diegues - Retratos de um Brasil em Cena                                           | Márcio Puluker             | 266,2  | -                   |
| 10   | Alegria da Zona Sul       | Ogum                                                                                   | Marco Antônio Falleiros    | 265,9  | -                   |
| 11   | União do Parque Curicica  | Corações Mamulengos                                                                    | Marcus Ferreira            | 265,6  | -                   |
| 12   | Acadêmicos de Santa Cruz  | Diz Mata! Digo Verde. A Natureza Veste a Incerteza. E o Amanhã? (O Clamor da Floresta) | Lane Santana e Lucas Pinto | 265,3  | -                   |
| 13   | Acadêmicos da Rocinha     | Nova Roma é Brasil, Brasil é a Rocinha!                                                | Alex de Oliveira           | 263,5  | -                   |
| 14   | Caprichosos de Pilares    | Tem Gringo no Samba!                                                                   | Amauri Santos              | 262    | -                   |

### Premiações
- Quarto colocado da Série A, o Império Serrano recebeu quatro prêmios de melhor escola. Paraíso do Tuiuti e Unidos de Padre Miguel receberam três prêmios cada.
- O samba-enredo da Viradouro recebeu todos os prêmios do ano.
- A bateria Supersom da Tuiuti, comandada por Mestre Ricardinho, recebeu três prêmios. A bateria da Viradouro foi premiada duas vezes.
- A comissão de frente do Porto da Pedra, coreografada por Patrick Carvalho, recebeu quatro prêmios. A comissão do Império Serrano, coreografada por Claudia Mota, foi premiada três vezes.
- A ala de passistas do Paraíso do Tuiuti foi a mais premiada da Série A.
- Zé Paulo Sierra, da Viradouro, foi o intérprete que recebeu mais prêmios.

| Prêmios 2016        | Melhor Escola       | Samba-Enredo | Melhor Enredo       | Melhor Bateria      | Mestre-Sala e Porta-Bandeira           | Comissão de Frente | Melhor Intérprete             | Melhor Ala de Baianas | Ala de Passistas  | Melhor Carnavalesco   | Melhor Harmonia     | Melhores Alegorias     | Melhores Fantasias     |
| ------------------- | ------------------- | ------------ | ------------------- | ------------------- | -------------------------------------- | ------------------ | ----------------------------- | --------------------- | ----------------- | --------------------- | ------------------- | ---------------------- | ---------------------- |
| Estandarte de Ouro  | Império Serrano     | Viradouro    | -                   | -                   | -                                      | -                  | -                             | -                     | -                 | -                     | -                   | -                      | -                      |
| Estrela do Carnaval | Paraíso do Tuiuti   | Viradouro    | -                   | Paraíso do Tuiuti   | Vinicius e Jacklyne (Tuiuti)           | Porto da Pedra     | Zé Paulo (Viradouro)          | Império da Tijuca     | -                 | -                     | -                   | Unidos de Padre Miguel | Unidos de Padre Miguel |
| Gato de Prata       | Unidos de P. Miguel | Viradouro    | -                   | Unidos de P. Miguel | Thiaguinho e Amanda (Renascer)         | Império Serrano    | Zé Paulo (Viradouro)          | -                     | Paraíso do Tuiuti | -                     | -                   | -                      | -                      |
| Prêmio SRzd         | Unidos de P. Miguel | Viradouro    | -                   | Curicica            | Vinícius e Jéssica (UPM)               | Porto da Pedra     | Tiganá (Alegria)              | Império da Tijuca     | Império Serrano   | -                     | -                   | -                      | -                      |
| S@mba-Net           | Unidos de P. Miguel | Viradouro    | Renascer            | Viradouro           | Vinicius e Jacklyne (Tuiuti)           | Porto da Pedra     | Anderson Paz (Porto da Pedra) | Império Serrano       | Paraíso do Tuiuti | -                     | -                   | Paraíso do Tuiuti      | Renascer               |
| Tamborim de Ouro    | Império Serrano     | -            | -                   | -                   | -                                      | -                  | -                             | -                     | -                 | -                     | -                   | -                      | -                      |
| Troféu Sambista     | Paraíso do Tuiuti   | Viradouro    | Império Serrano     | Viradouro           | Thiaguinho e Amanda (Renascer)         | Porto da Pedra     | Zé Paulo (Viradouro)          | Império da Tijuca     | Império Serrano   | -                     | Unidos de P. Miguel | -                      | -                      |
| Troféu Jorge Lafond | Império Serrano     | Viradouro    | Viradouro           | Paraíso do Tuiuti   | Thiaguinho (Renascer) e Thais (Porto)  | Império Serrano    | Thiago Brito (Caprichosos)    | Império Serrano       | Paraíso do Tuiuti | Edson Pereira (UPM)   | Viradouro           | -                      | -                      |
| OSK do Samba        | Paraíso do Tuiuti   | Viradouro    | Unidos de P. Miguel | Paraíso do Tuiuti   | Vinícius e Jéssica (UPM)               | Viradouro          | Zé Paulo (Viradouro)          | Unidos de P. Miguel   | Paraíso do Tuiuti | -                     | Paraíso do Tuiuti   | -                      | -                      |
| Ziriguidum          | Império Serrano     | Viradouro    | -                   | Renascer            | Feliciano e Raphaela (Império Serrano) | -                  | Nino do Milênio (Inocentes)   | -                     | Santa Cruz        | Jaime Cezário (Porto) | -                   | -                      | -                      |
| Plumas & Paetês     | -                   | Viradouro    | -                   | -                   | -                                      | Império Serrano    | -                             | -                     | -                 | Jaime Cezário (Porto) | -                   | -                      | -                      |

## Série B
O desfile da Série B (terceira divisão) foi organizado pela Liga Independente das Escolas de Samba do Brasil, entidade fundada no ano anterior para administrar o grupo. As apresentações foram realizadas na Estrada Intendente Magalhães, a partir das 18 horas da terça-feira de carnaval, dia 9 de fevereiro de 2016.
| Ordem dos desfiles |
| 1. Unidos das Vargens 2. Arranco 3. Mocidade Unida do Santa Marta 4. Leão de Nova Iguaçu 5. Unidos de Lucas 6. Em Cima da Hora 7. Unidos do Cabuçu 8. Unidos do Jacarezinho 9. Arame de Ricardo 10. Acadêmicos do Sossego 11. Unidos da Ponte 12. Acadêmicos do Engenho da Rainha 13. Unidos de Bangu 14. Tradição 15. Corações Unidos do Favo de Acari 16. União de Jacarepaguá |

Quesitos e julgadores
O quesito Conjunto deixou de ser julgado. Com isso, diminuiu de dez para nove a quantidade de quesitos avaliados.
| Quesitos | Quesitos                     | Julgador 1                  | Julgador 2           | Julgador 3         | Julgador 4         |
| -------- | ---------------------------- | --------------------------- | -------------------- | ------------------ | ------------------ |
|          | Mestre-Sala e Porta-Bandeira | Cláudia Valéria de Oliveira | Priscila dos Santos  | Erick Meirelles    | Natália Teixeira   |
|          | Comissão de Frente           | Stefanie Silva              | Graziele de Farias   | Alex Rocha         | Anderson Souza     |
|          | Fantasias                    | Maria Belini                | Fernanda Moreira     | Renato Costa       | Damião de Souza    |
|          | Alegorias e Adereços         | Nome não informado          | Thiago Jesus         | Natália Álvares    | Natália Diniz      |
|          | Enredo                       | Sérgio Monteiro             | Daniele Barros       | Rafael Souza       | Bruno Santos       |
|          | Evolução                     | Matheus de Abreu            | Luiz Felipe Carvalho | Cristina Reis      | Rafael Fernandes   |
|          | Harmonia                     | Wallace Silva               | Priscila Macedo      | Camila Mendonça    | José Jereci        |
|          | Samba-Enredo                 | Leandro Gomes               | Jonathan Vandrei     | Elizabeth Cristina | Wallace Silva      |
|          | Bateria                      | Estevão Guimarães           | Cosme                | Felipe de Freitas  | Alessandro Resende |

### Classificação
Acadêmicos do Sossego foi campeã com dois décimos de diferença para a Tradição. Com a vitória, a escola foi promovida à segunda divisão pela primeira vez em sua história. O Sossego realizou um desfile sobre a obra do poeta Manoel de Barros.
| Legenda: Promovida à Série A Rebaixadas para a Série C |

| Col. | Escola                           | Enredo                                                                                            | Carnavalesco(a)                    | Pontos |
| ---- | -------------------------------- | ------------------------------------------------------------------------------------------------- | ---------------------------------- | ------ |
| 1    | Acadêmicos do Sossego            | O Circo do Menino Passarinho                                                                      | Gabriel Haddad e Leonardo Bora     | 269,5  |
| 2    | Tradição                         | Clementina, Cadê Você?                                                                            | Leandro Valente                    | 269,3  |
| 3    | Leão de Nova Iguaçu              | Pas de Dance. Hoje Tem Festa no Arraiá!                                                           | Cid Carvalho                       | 269,2  |
| 4    | Em Cima da Hora                  | Na Rota das Especiarias: O Leva e Traz de Cheiros, as Surpresas da Nova Terra!                    | Alexandre Rangel e Raphael Torres  | 268,8  |
| 5    | Arame de Ricardo                 | No Sassarico das Vedetes, do Brotinho e da Madame; Sassaricando no meu Rio, Levo a Vida no Arame! | Ney Junior                         | 268,7  |
| 6    | Unidos de Bangu                  | 60 Anos de Glórias. A Estrela Guia Bangu Rumo à Vitória!                                          | Marco Antônio Falleiros            | 268,7  |
| 7    | Mocidade Unida do Santa Marta    | Santa Marta Conta a Historia Encantada dos Brinquedos!                                            | Marco Aranha e Marcyo de Olliveira | 268,5  |
| 8    | Unidos da Ponte                  | Aha, Uhu! É a Festa do Jacarezinho: 50 Anos de Cultura, Arte e Alegria de uma Comunidade!         | Eduardo Gonçalves                  | 268,1  |
| 9    | Unidos do Jacarezinho            | Africanidades - Do Continente Negro à Pequena África... Nossa Identidade Cultural!                | André Wonder                       | 268,1  |
| 10   | Corações Unidos do Favo de Acari | Os Deuses do Olimpo Rasgam o Céu do Rio de Janeiro na Festa do Esporte para Brincar no Carnaval   | Robson Goulart                     | 268    |
| 11   | Unidos do Cabuçu                 | A Festa É Nossa e Ninguém Tasca! São 70 Anos de Xou da Cabuçu no Mundo Mágico do Carnaval!        | Edson Siqueira                     | 267,9  |
| 12   | Acadêmicos do Engenho da Rainha  | Salve, Rainha!                                                                                    | Diângelo Fernandes                 | 267,8  |
| 13   | União de Jacarepaguá             | De Grão em Grão a Galinha Enche o Papo!                                                           | Rodrigo Almeida                    | 267,4  |
| 14   | Unidos de Lucas                  | Unidos de Lucas, 50 Anos de Glórias... Parabéns aos Bambas e a Força do Samba!                    | Eduardo Pinho                      | 266,3  |
| 15   | Arranco                          | Pelo Engenho de Dentro, de Amores Eu Me Arranco!                                                  | Julio César Farias                 | 265,5  |
| 16   | Unidos das Vargens               | A Fala da Favela para o Mundo                                                                     | Thiago Avis                        | 265,3  |

### Premiações
| Prêmios 2016    | Melhor Escola        | Samba-Enredo         | Melhor Enredo     | Melhor Bateria    | Mestre-Sala e Porta-Bandeira        | Comissão de Frente | Melhor Intérprete           | Melhor Ala de Baianas | Ala de Passistas        | Melhor Harmonia    | Melhores Alegorias   | Melhores Fantasias  |
| --------------- | -------------------- | -------------------- | ----------------- | ----------------- | ----------------------------------- | ------------------ | --------------------------- | --------------------- | ----------------------- | ------------------ | -------------------- | ------------------- |
| Elite do Samba  | Jacarezinho          | Sossego              | Tradição          | Unidos de Lucas   | Pedro e Paula (Arranco)             | Arame de Ricardo   | David do Pandeiro (Sossego) | Leão de Nova Iguaçu   | Mocidade do Santa Marta | Jacarezinho        | União de Jacarepaguá | Leão de Nova Iguaçu |
| OSK do Samba    | Jacarezinho          | Arame de Ricardo     | Sossego           | Unidos da Ponte   | Carlos e Mônica (Engenho da Rainha) | Arame de Ricardo   | Gilson Bakaninha (Arame)    | Sossego               | Em Cima da Hora         | Sossego            | -                    | -                   |
| Samba na Veia   | Leão de Nova Iguaçu  | Tradição             | Engenho da Rainha | Corações Unidos   | Johny e Marcela (Ponte)             | Arame de Ricardo   | Gilson Bakaninha (Arame)    | Jacarezinho           | Engenho da Rainha       | Jacarezinho e Leão | Sossego              | Sossego             |
| Troféu Sambista | Sossego              | Tradição             | -                 | Tradição          | Leonardo e Amandah (Leão)           | Sossego            | Nêgo (Leão)                 | -                     | -                       | -                  | -                    | -                   |
| Ziriguidum      | Jacarezinho          | União de Jacarepaguá | Engenho da Rainha | Engenho da Rainha | Victor e Karina (Sossego)           | Jacarezinho        | Lico Monteiro (Ponte)       | União de Jacarepaguá  | Sossego                 | Jacarezinho        | Em Cima da Hora      | Sossego             |
| S@mba-Net       | Leão de Nova Iguaçu  | Tradição             | -                 | -                 | -                                   | -                  | -                           | -                     | -                       | -                  | -                    | -                   |
| Gato de Prata   | Sossego              | -                    | -                 | -                 | -                                   | -                  | -                           | -                     | -                       | -                  | -                    | -                   |
| Prêmio SRzd     | União de Jacarepaguá | -                    | -                 | -                 | -                                   | -                  | -                           | -                     | -                       | -                  | -                    | -                   |

## Série C
O desfile da Série C (quarta divisão) foi organizado pela Associação Cultural Samba É Nosso, entidade fundada no ano anterior para administrar os grupos C, D e E. As apresentações foram realizadas na Estrada Intendente Magalhães, a partir das 20 horas da segunda-feira, dia 8 de fevereiro de 2016.
| Ordem dos desfiles |
| 1. Lins Imperial 2. Boca de Siri 3. Unidos da Vila Kennedy 4. Acadêmicos do Dendê 5. Acadêmicos da Abolição 6. Vizinha Faladeira 7. Rosa de Ouro 8. Arrastão de Cascadura 9. Sereno de Campo Grande 10. Unidos da Vila Santa Tereza 11. Mocidade Unida da Cidade de Deus 12. Coroado de Jacarepaguá 13. União de Maricá |

Quesitos e julgadores
O quesito Conjunto deixou de ser julgado. Com isso, diminuiu de dez para nove a quantidade de quesitos avaliados.
| Quesitos | Quesitos                     | Julgador 1                      | Julgador 2                       | Julgador 3                | Julgador 4                    |
| -------- | ---------------------------- | ------------------------------- | -------------------------------- | ------------------------- | ----------------------------- |
|          | Mestre-Sala e Porta-Bandeira | Daniela Bicalho Cavanellas      | Carlos Eduardo de Souza Silva    | Marcos Alves Barboza      | Moema da Costa                |
|          | Comissão de Frente           | Zé Helou                        | Paula Gabrielli Rosa             | Raffael Araújo            | Anna Elizabeth Nunes Silva    |
|          | Fantasias                    | Cristiane Ferraz                | Sérgio Henrique Pereira da Silva | Marcos Paulo de Souza     | Rosa Maria Ebe Santos         |
|          | Alegorias e Adereços         | Jorge Gabriel Barros dos Santos | Soter Bentes                     | Patrícia Smith            | Sandra Moreira Monteiro       |
|          | Enredo                       | Luis Gustavo Leite              | Willian Alberto Campos Rocha     | Verônica Mello Marinho    | Valmir Ferreira               |
|          | Evolução                     | Janine Jacintho Vieira          | Fátima Regina Rodrigues          | Maurício Antônio da Silva | José Cristino Vieira dos Reis |
|          | Harmonia                     | Edvan Moraes                    | Gilmar Ribeiro da Silva          | Jonas de Matos            | Myrian Cardoso Chagas         |
|          | Samba-Enredo                 | Marco Antônio da Costa          | Carmem Gutman de Oliveira        | Edilberto José Macedo     | Adyr Bispo de Santana         |
|          | Bateria                      | Lu Agidi                        | Edimar Silva                     | Lino Amorim               | Álvaro Maciel                 |

### Classificação
Vizinha Faladeira foi campeã com quatro décimos de diferença para o Coroado de Jacarepaguá. Com a vitória, a escola foi promovida à Série B, de onde estava afastada desde 2008.
| Legenda: Promovida à Série B Rebaixadas para a Série D |

| Col. | Escola                           | Enredo                                                                                     | Carnavalesco(a)                               | Pontos |
| ---- | -------------------------------- | ------------------------------------------------------------------------------------------ | --------------------------------------------- | ------ |
| 1    | Vizinha Faladeira                | Assim Caminha a Humanidade!                                                                | Jean Rodrigues                                | 269,3  |
| 2    | Coroado de Jacarepaguá           | O Coroado Canta e Se Encanta no Faz de Conta do Sítio do Picapau Amarelo!                  | Wellington da Silva                           | 268,9  |
| 3    | Arrastão de Cascadura            | O Arrastão Anuncia: Todo Dia É Dia de Cacique de Ramos!                                    | Daniel Ghanem                                 | 268,6  |
| 4    | União de Maricá                  | Do Reino das Yabás... As Candaces e as Riqueza Cultural do Brasil!                         | Valério Guidinele                             | 268,4  |
| 5    | Boca de Siri                     | Evolução da Vida Através da Visão de Darwin                                                | Luciano Moreira                               | 268,4  |
| 6    | Sereno de Campo Grande           | É Fofoca, É Fuxico: A Coruja Abre o Bico!                                                  | André Miranda, Flavio Ribeiro e Wagner Araujo | 268,1  |
| 7    | Lins Imperial                    | Tudo Isso É Brasil! (Reedição do próprio enredo de 1997)                                   | Luiz Di Paulanis                              | 267,8  |
| 8    | Unidos da Vila Kennedy           | A Vila Kennedy na Feira dessa Gente Festeira, afinal São 70 Anos de Tradições Nordestinas! | Claudio Fontes                                | 267,1  |
| 9    | Unidos da Vila Santa Tereza      | Podem Aplaudir, a Vila Vai Passar... São 60 Anos de História para Contar!                  | Plínio Santos                                 | 266,8  |
| 10   | Mocidade Unida da Cidade de Deus | É o Maior Barato! 50 Anos da Nossa Própria História!                                       | Maurício Machado                              | 266,3  |
| 11   | Acadêmicos do Dendê              | Wandyr Trindade, sua Estrela Vira um Sonho na Avenida!                                     | Luiz Antônio de Almeida e Severo Luzardo      | 265    |
| 12   | Acadêmicos da Abolição           | No Encanto das Águas, a Abolição Lava a Alma!                                              | Beto Botelho                                  | 264,3  |
| 13   | Rosa de Ouro                     | Abaçaí - Prontos para a Guerra!                                                            | Lino Sales                                    | 260,8  |

### Premiações
Campeã e vice-campeã, respectivamente, da Série C, Vizinha e Coroado dividiram os prêmios de melhor escola.
| Prêmios 2016    | Melhor Escola | Samba-Enredo | Melhor Enredo | Melhor Bateria | Mestre-Sala e Porta-Bandeira  | Comissão de Frente | Melhor Intérprete             | Melhor Ala de Baianas | Ala de Passistas  | Melhor Harmonia | Melhores Alegorias | Melhores Fantasias | Melhor Carnavalesco      |
| --------------- | ------------- | ------------ | ------------- | -------------- | ----------------------------- | ------------------ | ----------------------------- | --------------------- | ----------------- | --------------- | ------------------ | ------------------ | ------------------------ |
| Elite do Samba  | Vizinha       | Vizinha      | Sereno        | Lins Imperial  | Márcio e Cris (Rosa)          | Vizinha            | Marcelinho (Vizinha)          | Coroado               | Coroado           | Arrastão        | Vizinha            | Coroado            | -                        |
| OSK do Samba    | Vizinha       | Coroado      | Vizinha       | Dendê          | Cristiano e Marluce (Lins)    | Coroado            | Português (Arrastão)          | Coroado               | Arrastão          | Coroado         | -                  | -                  | -                        |
| Samba na Veia   | Coroado       | Arrastão     | Arrastão      | Dendê          | Raphael e Cassiane (Arrastão) | Vila Santa Tereza  | Léo Simpatia (Cidade de Deus) | Coroado               | Vila Santa Tereza | Coroado         | Vizinha            | Coroado            | -                        |
| Ziriguidum      | Coroado       | Sereno       | Sereno        | Coroado        | Jorge e Laís (Vizinha)        | Coroado            | Marcelinho (Vizinha)          | Lins Imperial         | Coroado           | Arrastão        | Vizinha            | Lins Imperial      | -                        |
| Plumas & Paetês | -             | -            | -             | -              | -                             | Lins Imperial      | -                             | -                     | -                 | -               | -                  | -                  | Jean Rodrigues (Vizinha) |

## Série D
O desfile da Série D (quinta divisão) foi organizado pela Associação Cultural Samba É Nosso e realizado na Estrada Intendente Magalhães, a partir das 20 horas do domingo, dia 7 de fevereiro de 2016.
| Ordem dos desfiles |
| 1. Império da Zona Oeste 2. Chatuba de Mesquita 3. Unidos da Villa Rica 4. Mocidade Independente de Inhaúma 5. Alegria do Vilar 6. Gato de Bonsucesso 7. Império da Uva 8. Flor da Mina do Andaraí 9. Difícil É o Nome 10. Unidos de Manguinhos 11. Matriz de São João de Meriti 12. Acadêmicos de Vigário Geral 13. Unidos de Cosmos 14. Mocidade de Vicente de Carvalho |

Quesitos e julgadores
O quesito Conjunto deixou de ser julgado. Com isso, diminuiu de dez para nove a quantidade de quesitos avaliados.
| Quesitos | Quesitos                     | Julgador 1                      | Julgador 2                       | Julgador 3                | Julgador 4                    |
| -------- | ---------------------------- | ------------------------------- | -------------------------------- | ------------------------- | ----------------------------- |
|          | Mestre-Sala e Porta-Bandeira | Daniela Bicalho Cavanellas      | Carlos Eduardo de Souza Silva    | Marcos Alves Barboza      | Moema da Costa                |
|          | Comissão de Frente           | Zé Helou                        | Paula Gabrielli Rosa             | Raffael Araújo            | Anna Elizabeth Nunes Silva    |
|          | Fantasias                    | Cristiane Ferraz                | Sérgio Henrique Pereira da Silva | Marcos Paulo de Souza     | Rosa Maria Ebe Santos         |
|          | Alegorias e Adereços         | Jorge Gabriel Barros dos Santos | Soter Bentes                     | Patrícia Smith            | Sandra Moreira Monteiro       |
|          | Enredo                       | Luis Gustavo Leite              | Willian Alberto Campos Rocha     | Verônica Mello Marinho    | Valmir Ferreira               |
|          | Evolução                     | Janine Jacintho Vieira          | Fátima Regina Rodrigues          | Maurício Antônio da Silva | José Cristino Vieira dos Reis |
|          | Harmonia                     | Edvan Moraes                    | Gilmar Ribeiro da Silva          | Jonas de Matos            | Myrian Cardoso Chagas         |
|          | Samba-Enredo                 | Marco Antônio da Costa          | Carmem Gutman de Oliveira        | Edilberto José Macedo     | Adyr Bispo de Santana         |
|          | Bateria                      | Lu Agidi                        | Edimar Silva                     | Lino Amorim               | Álvaro Maciel                 |

### Classificação
Flor da Mina do Andaraí foi campeã com um desfile sobre Oxumarê, o orixá do arco-íris. Com a vitória, a escola foi promovida à quarta divisão, de onde estava afastada desde 2011. Vice-campeã, Acadêmicos de Vigário Geral também foi promovida à Série C, de onde estava afastada desde 2013.
| Legenda: Promovidas à Série C Rebaixadas para a Série E |

| Col. | Escola                           | Enredo                                                                               | Carnavalesco(a)                                      | Pontos | Desempate           |
| ---- | -------------------------------- | ------------------------------------------------------------------------------------ | ---------------------------------------------------- | ------ | ------------------- |
| 1    | Flor da Mina do Andaraí          | Se Veste nas Sete Cores do Arco-íris para Oxumarê Passar...                          | Clóvis Costha                                        | 269,9  | -                   |
| 2    | Acadêmicos de Vigário Geral      | Maracanã-Guaçu e o Ninho dos Deuses!                                                 | Alexandre Costa, Lino Sales e Marcus Vinícius do Val | 269,1  | -                   |
| 3    | Império da Uva                   | Nova Iguaçu, porque Te Amo                                                           | Miro Freitas                                         | 268,2  | -                   |
| 4    | Chatuba de Mesquita              | A Saga de um Guerreiro, cujo Peito É Incrustado de Aço!                              | Ricardo Paulinho                                     | 268,1  | -                   |
| 5    | Mocidade Independente de Inhaúma | Optcha! Povo das Estrelas!                                                           | Flávio Lins                                          | 267,8  | Harmonia (30 pts)   |
| 6    | Difícil É o Nome                 | IdeAlice - O Maravilhoso Mundo dos Sonhos!                                           | Guilherme Diniz e Rodrigo Marques                    | 267,8  | Harmonia (29,7 pts) |
| 7    | Unidos de Cosmos                 | Sob o Brilho da Estrela, a Glória do Compositor!                                     | Eduardo Gomes                                        | 267,1  | -                   |
| 8    | Unidos da Villa Rica             | Bahia: Canto, Encanto e Magias!                                                      | Juniel Dias                                          | 266,8  | -                   |
| 9    | Alegria do Vilar                 | Baixada Canta e Encanta, as Danças que a África nos Ensinou                          | Walter Guilherme                                     | 266,1  | -                   |
| 10   | Matriz de São João de Meriti     | Fluxo e Refluxo - A Diáspora Africana pelos Olhos de um Mensageiro entre Dois Mundos | Cristiano Bara                                       | 265,2  | -                   |
| 11   | Unidos de Manguinhos             | Bebeto, o Rei do Suingue!                                                            | Tarcísio Zanon                                       | 264    | -                   |
| 12   | Império da Zona Oeste            | Esquenta, Junto e Misturado: Xô Preconceito                                          | Sandro Aguiar                                        | 262,5  | -                   |
| 13   | Gato de Bonsucesso               | Catcherê-Dominã - Lendas e Festas de Mãdubi                                          | Guilherme Estevão                                    | 261,6  | -                   |
| 14   | Mocidade de Vicente de Carvalho  | A Negritude que Implorou Liberdade Hoje dita Moda                                    | Cláudio Fontes                                       | 232,8  | -                   |

### Premiações
Campeã da Série D, a Flor da Mina também recebeu todos os prêmios de melhor escola do grupo.
| Prêmios 2016    | Melhor Escola | Samba-Enredo | Melhor Enredo    | Melhor Bateria | Mestre-Sala e Porta-Bandeira  | Comissão de Frente     | Melhor Intérprete         | Melhor Ala de Baianas | Ala de Passistas | Melhor Harmonia  | Melhores Alegorias | Melhores Fantasias     | Melhor Carnavalesco          |
| --------------- | ------------- | ------------ | ---------------- | -------------- | ----------------------------- | ---------------------- | ------------------------- | --------------------- | ---------------- | ---------------- | ------------------ | ---------------------- | ---------------------------- |
| Elite do Samba  | Flor da Mina  | Flor da Mina | Difícil É o Nome | Cosmos         | Ruan e Luiza (Vigário)        | Mocidade I. de Inhaúma | Carlos Jr. (Flor da Mina) | Cosmos                | Difícil É o Nome | Difícil É o Nome | Vigário Geral      | Mocidade I. de Inhaúma | -                            |
| OSK do Samba    | Flor da Mina  | Cosmos       | Difícil É o Nome | Villa Rica     | José e Suelen (Cosmos)        | Difícil É o Nome       | Marcelo (Vigário)         | Cosmos                | Difícil É o Nome | Vigário Geral    | -                  | -                      | -                            |
| Samba na Veia   | Flor da Mina  | Flor da Mina | Gato             | Cosmos         | José e Suelen (Cosmos)        | Cosmos                 | Joãozinho (Matriz)        | Cosmos                | -                | Difícil É o Nome | Império da Uva     | Difícil É o Nome       | -                            |
| Ziriguidum      | Flor da Mina  | Cosmos       | Difícil É o Nome | Cosmos         | Gerson e Grazy (Flor da Mina) | Mocidade I. de Inhaúma | Carlos Jr. (Flor da Mina) | Chatuba               | Vigário Geral    | Difícil É o Nome | Vigário Geral      | Flor da Mina           | -                            |
| Plumas & Paetês | -             | -            | -                | -              | -                             | Império da Uva         | -                         | -                     | -                | -                | -                  | -                      | Clóvis Costha (Flor da Mina) |

## Série E
O desfile da Série E (sexta divisão) foi organizado pela Associação Cultural Samba É Nosso e realizado na Estrada Intendente Magalhães, a partir das 20 horas do sábado, dia 13 de fevereiro de 2016.
| Ordem dos desfiles |
| 1. Boi da Ilha do Governador 2. Unidos de Três Corações 3. União de Vaz Lobo 4. Tupy de Brás de Pina 5. Delírio da Zona Oeste 6. Nação Insulana 7. Bohêmios da Cinelândia 8. Boêmios de Inhaúma 9. Colibri 10. Acadêmicos de Madureira 11. Zambear (Não desfilou) 12. Unidos do Cabral 13. Embalo Carioca 14. Império Ricardense 15. Chora na Rampa |

Quesitos e julgadores
O quesito Conjunto deixou de ser julgado. Com isso, diminuiu de dez para nove a quantidade de quesitos avaliados. O número de julgadores aumentou para três por quesito, ante dois dos anos anteriores.
| Quesitos | Quesitos                     | Julgador 1                         | Julgador 2              | Julgador 3              |
| -------- | ---------------------------- | ---------------------------------- | ----------------------- | ----------------------- |
|          | Mestre-Sala e Porta-Bandeira | André Lucio de Oliveira            | Marlene Costa           | Diego Ramos             |
|          | Comissão de Frente           | Paulo Cesar Alcântara              | Diogo Villa Maior       | Kyvia Correia           |
|          | Fantasias                    | Elaine Moraes Guanabara            | Jorge Mendes            | Sandro Gomes            |
|          | Alegorias e Adereços         | Fernando Tenório                   | Ernani Lopes Peixoto    | Laerte Gulini           |
|          | Enredo                       | Vinicius Ferreira Natal            | Thiago Saldanha Lacerda | Paulo Duarte            |
|          | Evolução                     | Ravena Tavares Teixeira            | Mário Jorge Pinheiro    | Mary Dana               |
|          | Harmonia                     | Maria Auxiliadora Teixeira         | Jéferson Pinto Alves    | Carlos Roberto de Sousa |
|          | Samba-Enredo                 | Flávia Pereira                     | Renato Buarque          | Estêvan Azevedo         |
|          | Bateria                      | Ubirajara Vieira (Mestre Bombeiro) | Tarcísio de Araújo      | Renata Costa Corado     |

### Classificação
Nação Insulana foi campeã com quatro décimos de diferença para a Tupy de Brás de Pina. Este foi o primeiro carnaval da Nação, que estreou vencendo. Campeã e vice foram promovidas ao Grupo D. A Tupy realizou um desfile em homenagem à destaque de luxo Tânia Índio do Brasil e garantiu seu retorno à quinta divisão, de onde estava afastada desde 1997.
| Legenda: Promovidas à Série D |

| Col.                   | Escola                    | Enredo                                                                      | Carnavalesco(a)                                                                                                   | Pontos | Desempate           |
| ---------------------- | ------------------------- | --------------------------------------------------------------------------- | --- | ------ | ------------------- |
| 1                      | Nação Insulana            | Na Reação Surge uma Grande Nação                                            | Manoel Junior | 179,9  | -                   |
| 2                      | Tupy de Brás de Pina      | Tânia Índio do Brasil, Destaque da Vida e do Carnaval                       | Gabriel Haddad, Leonardo Bora e Marcio Perrota                                                                    | 179,5  | -                   |
| 3                      | Império Ricardense        | Meu Lugar...                                                                | Arilton Smith e Fábio Giampietro                                                                                  | 179,4  | Bateria (20 pts)    |
| 4                      | Acadêmicos de Madureira   | Viva Eu sim, para Alegria de Vocês... Pra Ser Cubango não se Conta até Três | Noan Hilton | 179,4  | Bateria (19,9 pts)  |
| 5                      | Embalo Carioca            | Sandra de Sá, Retratos e Canções                                            | Charles Braga, Chope, Gabriel de Souza, João Falcão, Márvio Araújo, Ney Lopes, Rodrigo Almeida e Saintclair Cunha | 179,3  | -                   |
| 6                      | Boêmios de Inhaúma        | A Guardiã dos Amantes                                                       | Humberto Abrantes                                                                                                 | 179    | -                   |
| 7                      | Unidos do Cabral          | Vento que Venta Cá, Venta Lá...                                             | Leonardo Soares                                                                                                   | 178,6  | -                   |
| 8                      | Bohêmios da Cinelândia    | Negro, a Cor da Vida                                                        | Edmilson Rocha da Silva "Ed"                                                                                      | 177,8  | Harmonia (19,7 pts) |
| 9                      | Unidos de Três Corações   | Motocicletas                                                                | Toni Bastos | 177,8  | Harmonia (19,5 pts) |
| 10                     | Colibri de Mesquita       | Paralimpíadas - Espírito em Movimento                                       | Alexandre Costa, Lino Sales e Marcos Vinícius do Val                                                              | 177,8  | Bateria (19,9 pts)  |
| 11                     | Boi da Ilha do Governador | Fúnlèfólorum - O Grito de Liberdade Ecoou                                   | Jorge Silveira, Márcia Teixeira Rodrigues e Rosa de Lourdes Fontenele                                             | 177,3  | -                   |
| 12                     | Delírio da Zona Oeste     | Paz, Amor e Esperança, o Nosso Carnaval Faz a Alegria das Crianças          | Jorge Ricardo Veríssimo e Marcos Guedes                                                                           | 175    | -                   |
| 13                     | Chora na Rampa            | Danças, Ritmos e Festas das Regiões do meu Brasil                           | Elaine Duarte e Jonatas Barbosa                                                                                   | 170,6  | -                   |
| 14                     | União de Vaz Lobo         | A Nobreza de Uma Raça                                                       | Cláudia, Jaqueline Santos, Miriam e Rosana Novaes                                                                 | 87,1   | -                   |
| Zambear (Não desfilou) |                           |                                                                             | |        |                     |

### Premiações
| Prêmios 2016   | Melhor Escola      | Samba-Enredo       | Melhor Enredo  | Melhor Bateria     | Mestre-Sala e Porta-Bandeira            | Comissão de Frente   | Melhor Intérprete       | Melhor Ala de Baianas | Ala de Passistas   | Melhor Harmonia | Melhores Alegorias | Melhores Fantasias |
| -------------- | ------------------ | ------------------ | -------------- | ------------------ | --------------------------------------- | -------------------- | ----------------------- | --------------------- | ------------------ | --------------- | ------------------ | ------------------ |
| Elite do Samba | Império Ricardense | Império Ricardense | Cabral         | Império Ricardense | Douglas e Fernanda (Império Ricardense) | Três Corações        | Felipe (Madureira)      | Colibri               | Império Ricardense | Nação Insulana  | Império Ricardense | Império Ricardense |
| OSK do Samba   | Nação Insulana     | Cabral             | Embalo Carioca | Três Corações      | Douglas e Giovanna (Tupy)               | Nação Insulana       | Anderson (Boi da Ilha)  | Tupy                  | Madureira          | Madureira       | -                  | -                  |
| Ziriguidum     | Império Ricardense | Cabral             | Cabral         | Boi da Ilha        | Yuri e Stefane (Boêmios de Inhaúma)     | Cabral e Boi da Ilha | Cadinho e Nélio (Nação) | Colibri               | Embalo Carioca     | Nação Insulana  | Império Ricardense | Cabral             |

## Escolas mirins
O desfile das escolas mirins foi organizado pela Associação das Escolas de Samba Mirins do Rio de Janeiro (AESM-Rio) e realizado no Sambódromo da Marquês de Sapucaí, a partir das 18 horas da terça-feira, dia 9 de fevereiro de 2016. As escolas mirins não são julgadas.
| Escola (por ordem alfabética)          | Enredo                                                                       |
| -------------------------------------- | ---------------------------------------------------------------------------- |
| Ainda Existem Crianças na Vila Kennedy | De Zeus aos Braços do Redentor, Olimpíada do Rio com Amor                    |
| Aprendizes do Salgueiro                | Minha Terra É o Salgueiro Onde Canta o Sabiá                                 |
| Corações Unidos do Ciep                | Riscos e Rabiscos que Escrevem a Nossa História                              |
| Estrelinha da Mocidade                 | Buuuuuuu!!!!                                                                 |
| Filhos da Águia                        | Do Canto do Sabiá se Eu For Falar da Portela Hoje não Vou Terminar           |
| Golfinhos do Rio de Janeiro            | Fazer o Bem Sem Olhar a Quem                                                 |
| Herdeiros da Vila                      | Protetores da Natureza, não Jogue Lixo no Meu Rio                            |
| Império do Futuro                      | É Bronze, É Prata e o Rio É Ouro                                             |
| Infantes do Lins                       | As Aventuras de Oz no Reino Encantado da Folia                               |
| Inocentes da Caprichosos               | No Meu Enredo Mais Bonito me Enfeitei com Quinze Tons de Azul do Infinito    |
| Mangueira do Amanhã                    | Era Uma Vez, a Mangueira do Amanhã Vai Contar para Vocês                     |
| Miúda da Cabuçu                        | Rio de Janeiro, Gosto de Você                                                |
| Nova Geração do Estácio de Sá          | Pra Te Dizer que Falei das Flores                                            |
| Petizes da Penha                       | Um Canto de Amor às Águas                                                    |
| Pimpolhos da Grande Rio                | Todo Mundo Junto e Misturado, da Terra das Palmeiras a Um País Multicultural |
| Tijuquinha do Borel                    | O Conto da Vovó                                                              |

## Blocos de enredo
Os desfiles foram organizados pela Federação dos Blocos Carnavalescos do Estado do Rio de Janeiro (FBCERJ).

### Grupo 1
O desfile foi realizado a partir das 20 horas do sábado, dia 6 de fevereiro de 2016, na Avenida Graça Aranha.
| Ordem dos desfiles |
| 1. Oba-Oba do Recreio 2. Bloco do Barriga 3. Império do Gramacho 4. Tradição Barreirense de Mesquita 5. União da Ponte 6. Novo Horizonte 7. Flor da Primavera |

#### Classificação
Império do Gramacho foi o campeão. Tradição Barreirense de Mesquita foi desclassificado por desfilar fora da ordem definida, sendo rebaixado para o Grupo 2.
| Legenda: Campeão Rebaixado para o Grupo 2 |

| Col. | Bloco                            | Enredo                                                                                           | Carnavalesco(a)              | Pontos                      |
| ---- | -------------------------------- | ------------------------------------------------------------------------------------------------ | ---------------------------- | --------------------------- |
| 1    | Império do Gramacho              | Brasil Festeiro                                                                                  | José Márcio                  | 199,5                       |
| 2    | Bloco do Barriga                 | O Redescobrimento do Brasil!                                                                     | Rafael Ladeira               | 199                         |
| 3    | União da Ponte                   | Um Brasil, Brega e Chique!                                                                       | Reinaldo Silveira            | 199                         |
| 4    | Novo Horizonte                   | Você Pode Sair da Favela, mas a Favela não Sai de Você                                           | Alexandre Machado da Silva   | 197,5                       |
| 5    | Flor da Primavera                | Igbé-Omnirá, Um Grito de Liberdade                                                               | Luiz Macedo                  | 196                         |
| 6    | Oba-Oba do Recreio               | Nas Páginas da História, os Tambores do Oba-Oba Ecoam a Liberdade para a Africanidade no Brasil! | Louis Cavalcanthé            | 183                         |
| 7    | Tradição Barreirense de Mesquita | O 7 Falou pro 7, que 7 X 1 É 7                                                                   | Luiz Fernando e Andréa Costa | Desclassificado (Artigo 14) |

### Grupo 2
O desfile foi realizado a partir das 20 horas do sábado, dia 6 de fevereiro de 2016, na Estrada Intendente Magalhães.
| Ordem dos desfiles |
| 1. Raízes da Tijuca 2. Acadêmicos do Vidigal 3. Mocidade Unida de Manguariba 4. Vai Barrar? Nunca! 5. Unidos da Laureano 6. Unidos do Alto da Boa Vista 7. Bloco do China |

#### Classificação
Acadêmicos do Vidigal foi o campeão, sendo promovido ao Grupo 1 junto com Unidos do Alto da Boa Vista e Vai Barrar? Nunca!.
| Legenda: Promovidos ao Grupo 1 |

| Col. | Bloco                        | Enredo                                                 | Carnavalesco(a)                            | Pontos |
| ---- | ---------------------------- | ------------------------------------------------------ | ------------------------------------------ | ------ |
| 1    | Acadêmicos do Vidigal        | Mistérios do Luar                                      | Comissão de Carnaval                       | 202    |
| 2    | Unidos do Alto da Boa Vista  | Salve Ele, Salve os Bambas, Viva o Clube do Samba!     | Comissão de Carnaval                       | 196,6  |
| 3    | Vai Barrar? Nunca!           | Pirataria, nem Tudo o que Parece É!                    | Alexandre da Rosa Cardoso e Jairo de Souza | 196    |
| 4    | Bloco do China               | O Sonho da Felicidade!                                 | Comissão de Carnaval                       | 193    |
| 5    | Unidos da Laureano           | Bira Presidente, o Cacique Maior da Tribo do Samba!    | Mônica Soares da Silva                     | 192    |
| 6    | Raízes da Tijuca             | Eu Fico com a Pureza e a Resposta das Crianças!        | Pedro Nobre                                | 186,5  |
| 7    | Mocidade Unida de Manguariba | Afê Maria! Desconjuro, Pé de Pato, Mangalô Três Vezes! | Galileu dos Santos Silva                   | 134,5  |

### Grupo 3
O desfile foi realizado a partir das 22 horas do sábado, dia 6 de fevereiro de 2016, na Rua Cardoso de Morais.
| Ordem dos desfiles |
| 1. Cometas do Bispo 2. Esperança de Nova Campina 3. Grilo de Bangu 4. Canários das Laranjeiras 5. Mocidade Unida da Mineira |

#### Classificação
Cometas do Bispo foi o campeão. Todos os blocos foram promovidos ao Grupo 2, visto que, para o carnaval de 2017, a FBCERJ extinguiu o Grupo 3.
| Legenda: Promovidos ao Grupo 2 |

| Col. | Bloco                     | Enredo                                                     | Carnavalesco(a)       | Pontos |
| ---- | ------------------------- | ---------------------------------------------------------- | --------------------- | ------ |
| 1    | Cometas do Bispo          | Em Terra de Careca, Quem Tem Cabelo É Rei!                 | Gil Félix             | 103    |
| 2    | Canários das Laranjeiras  | É o Meu Brasil, Tem Chica, Chica, Boom!                    | Comissão de Carnaval  | 98,5   |
| 3    | Esperança de Nova Campina | Grande Otelo, o Talento em Verde e Branco!                 | Comissão de Carnaval  | 98,5   |
| 4    | Mocidade Unida da Mineira | Um Rio Olímpico, Abençoado por Zeus e Bonito por Natureza! | David Hygino Cajahiba | 92     |
| 5    | Grilo de Bangu            | Rio de Janeiro a Janeiro!                                  | Osmar Costa           | 81,5   |